# Siegerrebe

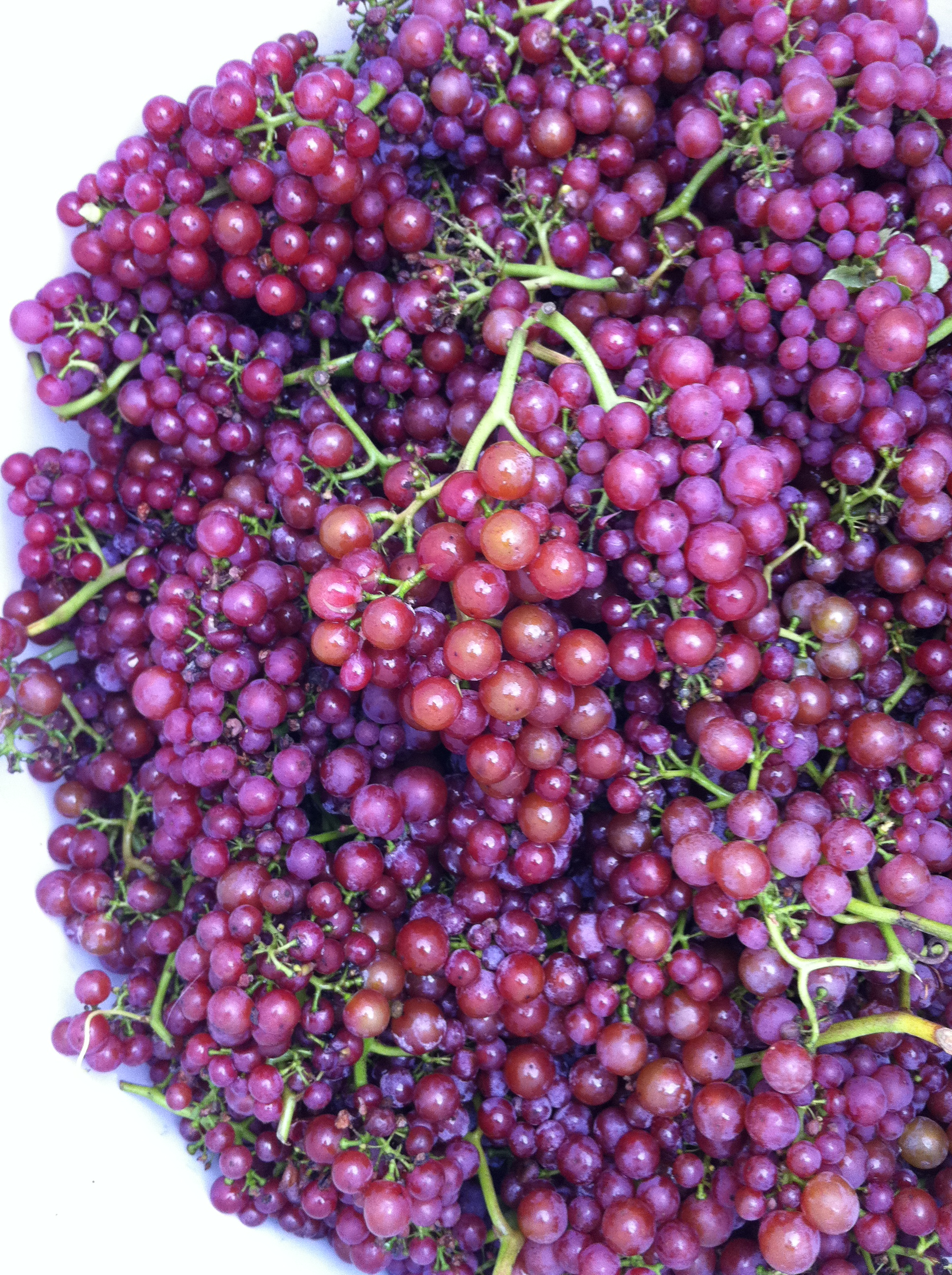
Uvas Siegerrebe.

La Siegerrebe (en alemán "Vid de la victoria") es una uva blanca que crece sobre todo en Alemania, aunque se encuentran también algunas plantaciones en Inglaterra, el estado de Washington, el norte del valle de Okanagan de la Columbia Británica, y en el valle de Annapolis de Nueva Escocia.

## Origen
La Siegerrebe fue creada por el viticultor alemán Dr. Georg Scheu (1879-1949) en 1929 en el Instituto de engendramiento de uvas de Alzey, Rheinhessen, cruzando la madeleine angevine con la gewürztraminer. No obstante, el hijo de Georg Scheu, Heinz Scheu, escribió que la Siegerrebe fue el resultado de la auto-polinización de la Madeleine angevine. La Siegrrebe recibió protección como variedad y fue lanzada para su cultivo general en Alemania en 1958.
En 2016 se registraban 75 hectáreas de Siegerrebe en Alemania con una tendencia decreciente, al igual que ocurre con otras variedades blancas de "nuevo engendramiento". En Bélgica, está autorizada para todos los vinos sin gas de las AOC: Côtes de Sambre et Meuse, Hageland, Haspengouw, y Heuvelland.

## Viticultura

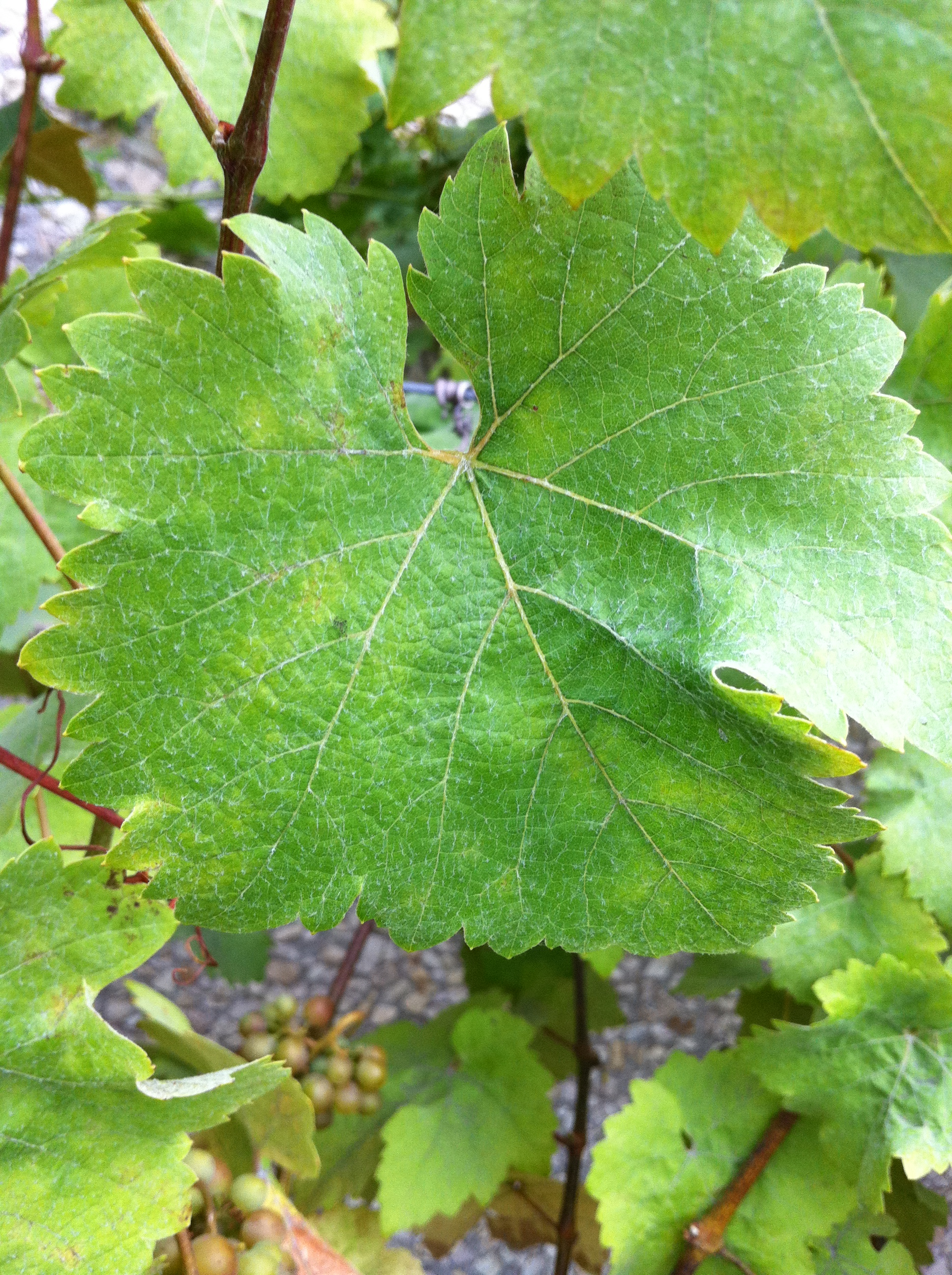
Hojas de una vid Siegerrebe.

La vid se adapta a los climas fríos. Es de brotación tardía y de maduración temprana, por lo que pueden causar un problema en la viticultura las aves y las avispas. Las vides dan muchos frutos y son poco vigorosas. Los racimos son grandes, rojizos y poco compactados. Tiene una alta susceptibilidad a la clorosis. Una temperatura de menos de -25.8 °C pueden acabar con las uvas.
La Siegerrebe produce fácilmente mostos pesados y tiene el mosto más pesado de los registrados en Alemania. En 1971 la cosecha de Rheinpfalz, una parcela de Siegerrebe que iba a usarse para el vino Trockenbeerenauslese obtuvo 326 Oechsle, que es más del doble del nivel mínimo de madurez para calificar un vino como Trockenbeerenauslese.

## Vinos

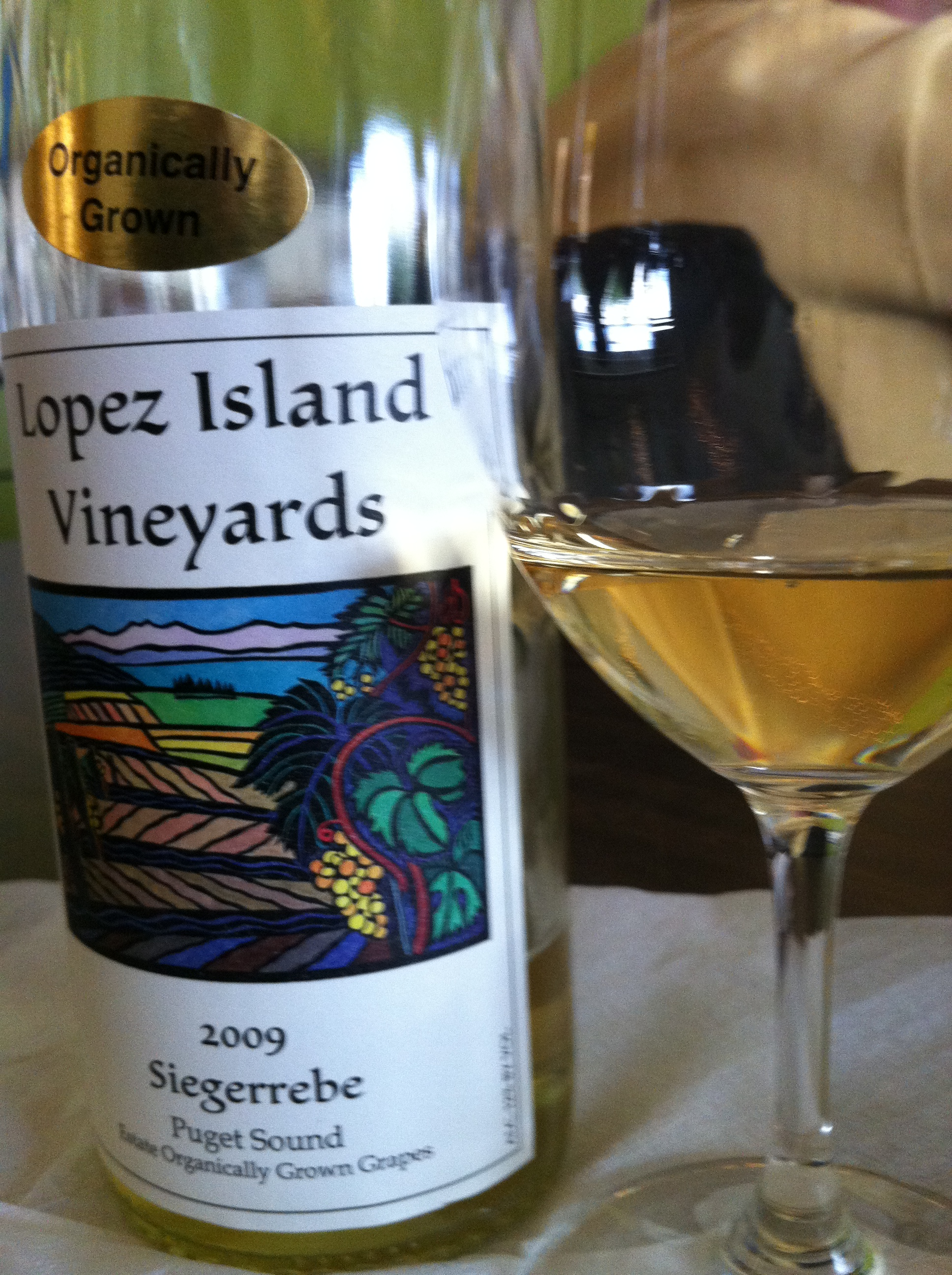
Un vino de Siegerrebe del estado de Washington.

A pesar de dar mostos pesados, el vino tiende a ser poco ácido. El vino resultante tiene una reminiscencia aromática intensa a moscatel y tiende a usarse más para los vinos de mezcla que para los monovarietales, aunque el sabor tiene reminiscencias de la Gewürztraminer. Muchos vinos de Siegerrebe tienen varios extractos y de color amarillo-verdoso o amarillo dorado. Aunque la Siegerrebe es de maduración temprana, es usada algunas veces para hacer un vino Federweisser de cosecha temprana.

## Sinónimos
La Siegerrebe es conocida con los sinónimos Alzey 7957, AZ 7957, Scheu 7957 y Sieger.